# Aston Villa Football Club 1983-1984
Questa voce raccoglie le informazioni riguardanti l'Aston Villa Football Club nelle competizioni ufficiali della stagione 1983-1984.

## Stagione
La stagione 1983-84 vide l'Aston Villa terminare al decimo posto in First Division dopo essere uscita dalla Coppa UEFA ai sedicesimi di finale per mano dello Spartak Mosca.
Capocannoniere della squadra fu Peter Withe, che mise a segno 22 reti.

## Rosa
| N. |                        | Ruolo | Calciatore      |
| -- | ---------------------- | ----- | --------------- |
|    | Inghilterra (bandiera) | P     | Nigel Spink     |
|    | Inghilterra (bandiera) | P     | Mervyn Day      |
|    | Inghilterra (bandiera) | D     | Gary Williams   |
|    | Irlanda (bandiera)     | D     | Eamon Deacy     |
|    | Scozia (bandiera)      | D     | Allan Evans     |
|    | Inghilterra (bandiera) | D     | Steve Foster    |
|    | Inghilterra (bandiera) | D     | Colin Gibson    |
|    | Inghilterra (bandiera) | D     | Dean Glover     |
|    | Inghilterra (bandiera) | D     | Mark Jones      |
|    | Inghilterra (bandiera) | D     | Brendan Ormsby  |
|    | Inghilterra (bandiera) | C     | Dennis Mortimer |
|    | Scozia (bandiera)      | C     | Des Bremner     |

| N. |                        | Ruolo | Calciatore      |
| -- | ---------------------- | ----- | --------------- |
|    | Inghilterra (bandiera) | C     | Paul Birch      |
|    | Scozia (bandiera)      | C     | Andrew Blair    |
|    | Inghilterra (bandiera) | C     | Gordon Cowans   |
|    | Inghilterra (bandiera) | C     | Alan Curbishley |
|    | Inghilterra (bandiera) | C     | Steve McMahon   |
|    | Inghilterra (bandiera) | C     | Raymond Walker  |
|    | Inghilterra (bandiera) | A     | Gary Shaw       |
|    | Inghilterra (bandiera) | A     | Tony Morley     |
|    | Inghilterra (bandiera) | A     | Paul Kerr       |
|    | Inghilterra (bandiera) | A     | Peter Withe     |
|    | Inghilterra (bandiera) | A     | Paul Rideout    |
|    | Inghilterra (bandiera) | A     | Mark Walters    |